# Ischnothyreus flippi
Espèce
Ischnothyreus flippi est une espèce d'araignées aranéomorphes de la famille des Oonopidae.

## Distribution
Cette espèce est endémique du Sabah en Malaisie ,.

## Description
Le mâle holotype mesure 1,49 mm et la femelle paratype 1,70 mm.

## Publication originale
- Kranz-Baltensperger, 2011 : The oonopid spider genus Ischnothyreus in Borneo (Oonopidae, Araneae). Zootaxa, no 2939, p. 1-49.